# Blepharida schlectendalii
Blepharida schlectendalii es un coleóptero de la familia Chrysomelidae. Fue descrita científicamente por primera vez en 1998 por Furth.